# Rewind (film)
Rewind è un film del 1998 diretto da Sergio Gobbi.

## Trama
Prelevato da un carcere di massima sicurezza, il terrorista Paul Mansart, vinta l'iniziale riluttanza, si lascia sottoporre ad un esperimento di "realtà virtuale" per ricostruire l'identità del fantomatico criminale che ha preparato l'attentato che gli è costata la cattura e, probabilmente, una serie di recenti azioni terroristiche.
In un laboratorio bunker, computer e sofisticate strumentazioni ordinano e registrano i suoi ricordi e le sue emozioni visualizzandole in immagini sul video, sotto gli occhi degli psicologi che coordinano l'esperimento. Mansart rivive i momenti del tragico attentato fino a comprendere, con l'aiuto della dottoressa Marianne Legrand, che i suoi complici non sono stati uccisi dalla polizia, come ha sempre creduto, ma dall'uomo che ha commissionato il colpo.
A mano a mano che la verità si fa strada, cominciano a verificarsi pesanti pressioni affinché l'esperimento venga interrotto, ma durante un'ultima seduta fortemente voluta da Mansart e Marianne, il criminale viene scoperto: si tratta di Luc Baudin, un insospettabile professionista che gode di protezioni influenti, e che vistosi in pericolo tenta, inutilmente, di scampare alla polizia, minacciando una nuova strage.
Finalmente libero dai dubbi e dal rimorso, Mansart torna in carcere, pronto a scontare la pena sorretto dalla speranza di un avvenire migliore.